# Tikchik River
Der Tikchik River ist ein etwa 88 km langer Fluss im Südwesten des US-Bundesstaats Alaska.

## Verlauf
Der Tikchik River bildet den Abfluss des an der Ostflanke der Kuskokwim Mountains gelegenen Sees Nishlik Lake. Er fließt in überwiegend südsüdöstlicher Richtung zum Tikchik Lake. Der 15 Kilometer lange Abfluss des Upnuk Lake trifft bei Flusskilometer 61 rechtsseitig auf den Tikchik River.
Der Flusslauf des Tikchik River befindet sich vollständig innerhalb des Wood-Tikchik State Park, dem größten State Park Alaskas.

## Sport und Freizeit
Es werden Wildwassertouren beginnend vom Nishlik Lake oder Upnuk Lake zum Tikchik Lake angeboten.
Die Stromschnellen oberhalb des Zusammenflusses der beiden Seeabflüsse sind von der Kategorie I.
Im Mittellauf des Tikchik River liegt ein kürzerer Abschnitt vom Schwierigkeitsgrad II.